# Black Orpheus Limited Edition
Pour les articles homonymes, voir Black Orpheus.
Albums de Keziah Jones
Black Orpheus
(2003) Rhythm is love (Best of) (en)
(2004)
Black Orpheus Limited Edition est une réédition de l'album Black Orpheus de Keziah Jones sorti en 2003. Réédition publiée en 2004, augmentée d'un second disque contenant des versions acoustiques inédites.
L'album est réalisé par Kevin Armstrong et mixé par Russell Elevado. Le violoncelliste Vincent Ségal joue sur le titre Neptune. All along the watchtower est une reprise de Bob Dylan. So much trouble in the world est une reprise de Bob Marley and the Wailers.

## Titres de l'album
CD 1:
| 1.    | Afrosurrealism for the ladies | 4:03  |
| 2.    | Kpafuca                       | 3:51  |
| 3.    | Femiliarise                   | 3:43  |
| 4.    | Wet questions                 | 4:18  |
| 5.    | Neptune                       | 5:45  |
| 6.    | 72 kilos                      | 3:52  |
| 7.    | All praises                   | 4:55  |
| 8.    | Beautiful Emilie              | 4:26  |
| 9.    | Sadness is...                 | 3:36  |
| 10.   | Autumn moon                   | 3:58  |
| 11.   | Black Orpheus                 | 1:37  |
| 12.   | Orin o' lomi                  | 10:19 |
| 54:23 |                               |       |

CD 2:
| 1.    | Cutest lips (acoustique)              | 2:30 |
| 2.    | Guitar in the river                   | 3:20 |
| 3.    | All along the watchtower (acoustique) | 3:37 |
| 4.    | Beautiful Emilie (acoustique)         | 4:21 |
| 5.    | Neurotica                             | 3:27 |
| 6.    | Rhythm is love (acoustique)           | 3:22 |
| 7.    | Million miles from home (acoustique)  | 3:51 |
| 8.    | When somebody loves you (acoustique)  | 3:36 |
| 9.    | So much trouble in the world          | 3:38 |
| 31:40 |                                       |      |